# Eddie Masaya
Eddie Masaya  es un escultor de Zimbabue nacido en Nyanga el año 1960.

## Datos biográficos
Nacido en la distrito de Nyanga , Masaya mostraron poco interés hacia la escultura hasta que, en la escuela, se encontró con un ejemplar de The African Times , que contenía un artículo sobre la escultura en piedra de Zimbabue. El artículo presentaba numerosos artistas, incluyendo a Claud Nyanhongo y Bernard Manyandure; también mencionaba a su primo Moses Masaya. Esta fue la primera vez que Eddie oyó hablar de la profesión de su primo, y pronto decidió viajar a Harare al terminar sus estudios y pedirle a su primo trabajar con él. En 1980 lo hizo, pasó dos años estudiando y trabajando con Moses. Juntos, los dos hombres expusieron en la Galería John Boyne en 1981. En 1982, Masaya fue a Guruve  para trabajar con Brighton Sango, una vínculo que acabó con la muerte de este en 1995.
Eddie Masaya fue de los primeros de la segunda generación de escultores de Zimbabue en romper con las limitaciones estilísticas impuestas por artistas anteriores. Sus trabajos son conocidos por su calidad fantasmagórica, y son más ásperos en las texturas que los de la generación anterior.  Ha expuesto en todo el mundo, y su trabajo puede verse en el Parque de Esculturas Chapungu.